# Віперс (Крістіансанн)
«Віперс» (Крістіансанн) (норв. Vipers Kristiansand) — норвезький  жіночий гандбольний клуб із міста Крістіансанна. Чинний переможець Ліги чемпіонок ЄГФ. 

## Відомості
У сезоні 1991-1992 «Віперс» (Крістіансанн) посів 3 місце в другій лізі країни. За результатами сезону 1992-1993 понизилася в класі, посівши 10-те місце..

## Досягнення
- переможець жіночої Ліги чемпіонів ЄГФ: 2021, 2022, 2023,
- чемпіон Норвегії 2018, 2019, 2020, 2021, 2022, 2023,
- володар Кубка Норвегії: 2017, 2018, 2019, 2020, 2021, 2023, 2024.

## Люди
Головний тренер —  Томаш Главатий.

### Поточний склад

#### 2023—2024
Воротарі. 1.  Софі Бер'єссон. 12.  Юлі Поульсен. 16.  Катріне Лунде. 
Польові гравчині. 6.  Усеан Серсьєн-Уґолен. 7.  Мартіне Аннерсен. 8.  Каріне Далум. 9.  Яміна Робертс. 10.  Вільде Юнассен. 11.  Сільє Воде. 13. Вяхирєва. 14.  Тува Геве. 15.  Тува Фару. 18.  Міна Гессельберґ. 20.  Ліса Чапчет Дефо. 21.  Паула Аркос Поведа. 22.  Марта Томаць. 23.  Лойс Аббінґ. 27.  Сунніва Нес Аннерсен. 31.  Ана Дебелич. 33.  Луїза Шульце. 37.  Яна Кнедликова.